# 帯広の森運動公園
帯広の森運動公園（おびひろのもりうんどうこうえん）は、北海道帯広市・河西郡芽室町の帯広の森にある運動施設区。運動公園のようになっている。

## 概要
国民体育大会（国体）誘致をきっかけにスポーツ施設を1箇所に集める案が浮上し、帯広の森に運動施設区を設けたのがはじまりとなっている。

## 沿革
「施設概要」参照
- 1977年（昭和52年）：都市計画決定変更、芽室町分70ヘクタール（運動施設区）を追加編入[4]。
- 1983年（昭和58年）：帯広の森陸上競技場開場。
- 1985年（昭和60年）：帯広の森体育館開館。帯広の森スピードスケート場開場。
- 1987年（昭和62年）：帯広の森アイスアリーナ開館。帯広の森第二アイスアリーナ開館。
- 1989年（平成元年）：帯広の森研修センター開館。
- 1990年（平成02年）：帯広の森野球場開場。
- 1996年（平成08年）：帯広の森市民プール開館。
- 1997年（平成09年）：帯広の森弓道場・アーチェリー場開場。
- 2000年（平成12年）：帯広の森テニスコート開場。
- 2001年（平成13年）：帯広の森スポーツセンター、帯広の森運動公園パークゴルフ場オープン。
- 2002年（平成14年）：帯広の森球技場（サッカー・ラグビー）開場。
- 2007年（平成19年）：帯広の森スピードスケート場の営業終了。
- 2009年（平成21年）：帯広の森スピードスケート場（明治北海道十勝オーバル）供用開始。

## 施設
明治北海道十勝オーバル
帯広の森アイスアリーナ・第二アイスアリーナ
帯広の森体育館
帯広の森陸上競技場
帯広の森球技場

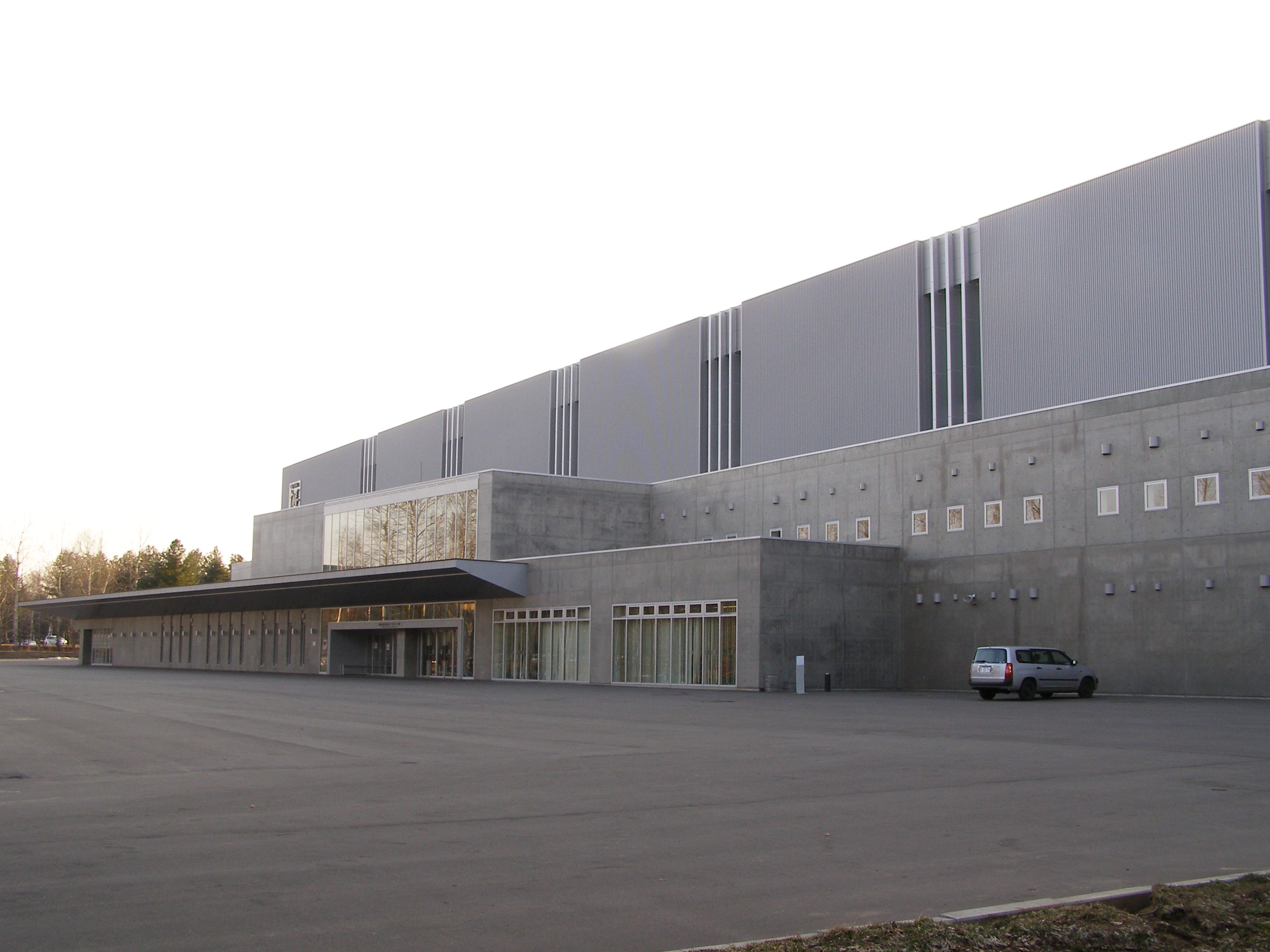
明治北海道十勝オーバル（2011年4月）

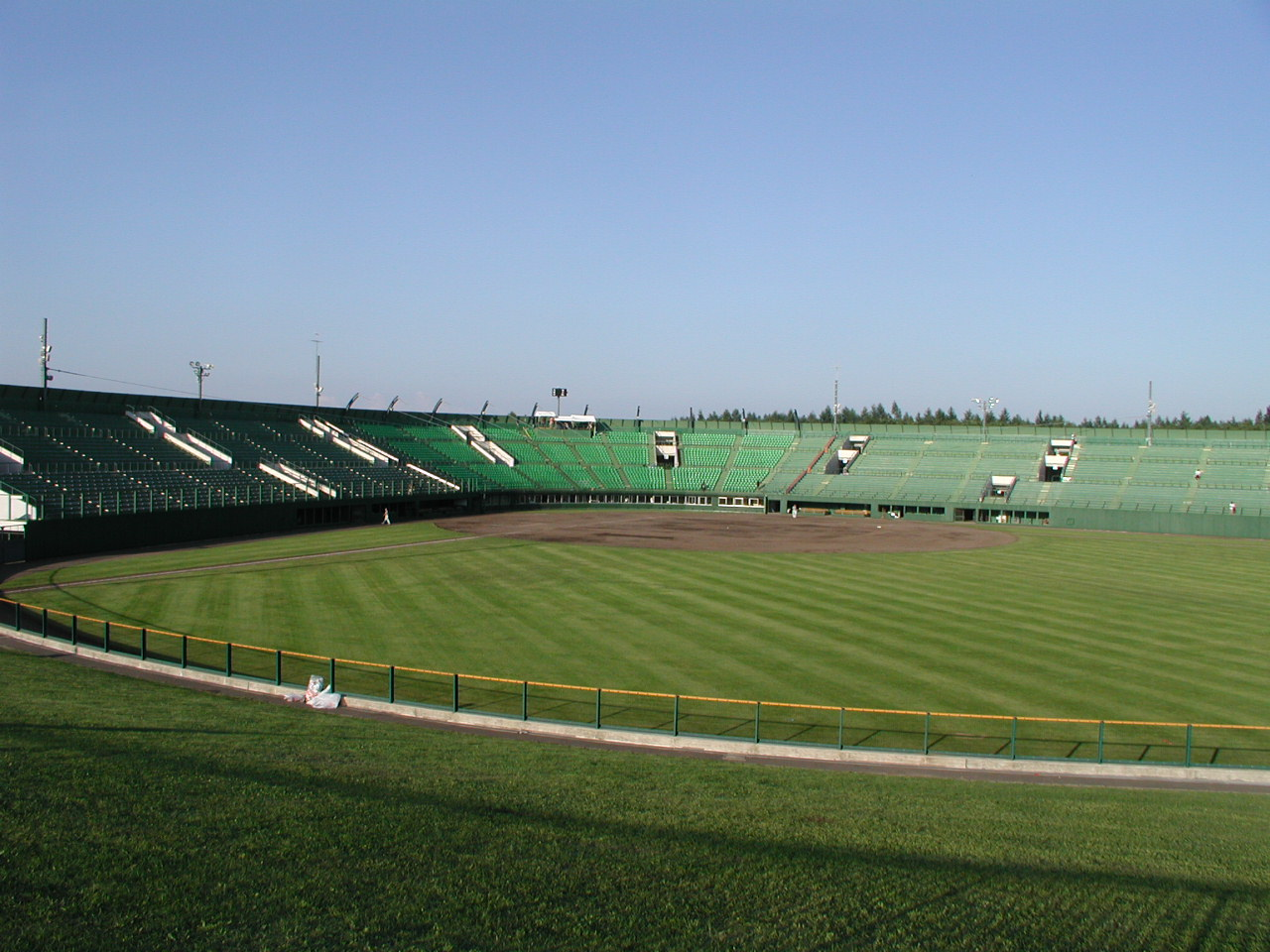
帯広の森野球場（2006年8月）

- 2002年（平成14年）7月開場。北海道サッカーリーグ、日本クラブユースサッカー選手権 (U-15)大会などで利用されている。
- 観客席 固定席400人、立見席8,000人
- サンド30 cm 下層30 cm サンド工法
- 球技場30,240 m²（180 m×168 m）
- サッカー公式戦 大人使用時2面（105 m×68 m） 小人使用時4面（68 m×50 m）
- ラグビー公式戦2面（144 m×70 m）
- トイレ、倉庫あり

帯広の森野球場
帯広の森テニスコート
- 2000年（平成12年）4月30日開場。
- 観覧席 盛土芝生スタンド6,000席
- 砂入り人工芝20面（硬式・軟式兼用）
- 夜間照明灯9基（10面）
- クラブハウス
  - 1階（事務室、ロッカー室、シャワー室、トイレ）
  - 2階（会議室）

帯広の森市民プール
帯広の森弓道場・アーチェリー場
- 1997年（平成9年）9月1日開場。
- 収容人員175名
- 弓道場
  - 近的（12人立）、遠的（6人立）
  - 室内近的（6人立）、更衣室、控室
  - 近的的場棟、遠的看的所
- アーチェリー場
  - 屋外短距離固定的（6的）
  - 屋外長距離固定的（3的）
  - 夏期間は屋外的40的設置可能
  - 記録集計室、審判控室、器具庫
- 事務室、研修室

帯広の森スポーツセンター
帯広の森運動公園パークゴルフ場
- 2001年（平成13年）10月8日開場。
- 18ホール
  - Aコース（9ホール）495 m Par33
  - Bコース（9ホール）503 m Par33
- 公衆トイレ、あずまや

帯広の森研修センター
- 1989年（平成元年）1月15日開設。公衆無線LAN（Wi-Fi）使用可能[5]。
- 宿泊室（研修室も利用して定員75人）
  - 和室7室（12畳4室、22畳1室、23畳2室）
  - 洋室3室（3人部屋2室、4人部屋1室）
- 研修室2室（68 m²、56 m²）
- トレーニング室
- 食堂、浴室、洗濯室、給湯室

## 参考資料
- “帯広市体育施設条例”. 帯広市例規集.  帯広市. 2015年12月12日閲覧。
- “帯広市体育施設条例施行規則”. 帯広市例規集.   帯広市. 2015年12月12日閲覧。